# Alamillo (Nuevo México)
Alamillo es un lugar designado por el censo ubicado en el condado de Socorro en el estado estadounidense de Nuevo México. En el Censo de 2010 tenía una población de 102 habitantes y una densidad poblacional de 32,82 personas por km².

## Geografía
Alamillo se encuentra ubicado en las coordenadas 34°15′7″N 106°54′57″O / 34.25194, -106.91583. Según la Oficina del Censo de los Estados Unidos, Alamillo tiene una superficie total de 3.11 km², de la cual 3.11 km² corresponden a tierra firme y (0%) 0 km² es agua.

## Demografía
Según el censo de 2010, había 102 personas residiendo en Alamillo. La densidad de población era de 32,82 hab./km². De los 102 habitantes, Alamillo estaba compuesto por el 98.04% blancos, el 0% eran afroamericanos, el 0% eran amerindios, el 0% eran asiáticos, el 0% eran isleños del Pacífico, el 1.96% eran de otras razas y el 0% pertenecían a dos o más razas. Del total de la población el 28.43% eran hispanos o latinos de cualquier raza.